# Henrique I, Marquês da Marca Oriental Saxã
Henrique I (c. 1070 – 1103), também chamado de o Ancião (em alemão:  Heinrich der Ältere), foi um membro da Casa de Wettin, Conde de Eilenburg , bem como Marquês da Marca Oriental Saxã (Marquesado de Lusácia) a partir de 1081 e Marquês de Meissen de 1089 até a sua morte.

## Biografia
Henrique era filho do Marquês de Wettin Dedo I da Lusácia e de sua segunda esposa, Adela de Brabante, uma neta do Conde Lamberto I de Lovaina e viúva do Marquês Otão I de Meissen. Seu pai reinou sobre Lusácia desde março de 1046; ele foi um dos nobres que se juntou a Rebelião Saxã em 1073-75, mas ele aproximou-se rapidamente do Saliano rei Henrique IV e foi capaz de manter o seu marquesado até sua morte, em 1075. No entanto, ele tinha que extraditar seu filho mais novo e herdeiro Henrique, ao rei como refém.
Henrique permaneceu no cativeiro até 1081, o rei o tornou vassálo na Marca de Lusatia para conter a influência boêmia. Anteriormente tinha sido vassalo do Duque Vratislaus II da Boêmia em troca de seu apoio contra os Saxões insurgentes, mas nunca tinha foi empossado.
Mais tarde, em 1089 foi concedida a ele o Marquesado de Meissen pelo Imperador Henrique IV. Ele foi o primeiro da Casa de Wettin a governar esse marco, após a deposição do marquês brunonida Egbert II, que estava ao lado do anti-rei Hermann de Salm. Por volta do ano 1102 Henrique casou-se com Gertrudes de Brunswick (d. 1117), filha de Egbert para legitimar suas reivindicações. Desse casamento tiveram um filho póstumo,  seu sucessor  Henrique II.
O marquês Henrique foi morto lutando contra os Eslavo Polábios perto do rio Neisse.

## Leitura complementar
- Thompson, James Westfall . Feudal Germany, Volume II. New York: Frederick Ungar Publishing Co., 1928.